# Matança de frares a Madrid de 1834
La matança de frares a Madrid de 1834 va ser un motí anticlerical que es va produir el dia 17 de juliol de 1834 a Madrid durant la Regència de Maria Cristina de Borbó i la primera guerra carlina (1833-1840) en el qual van ser assaltats diversos convents del centre de Madrid, foren assassinats 73 frares i 11 van resultar ferits, a causa del rumor que es va estendre per la ciutat: que l'epidèmia de còlera que l'assolava des de la fi de juny, i que havia empitjorat el dia 15 de juliol, s'havia produït perquè «l'aigua de les fonts públiques havia estat enverinada pels frares». “Era la primera vegada que l'església es veia sotmesa a les actituds incontrolades dels seus propis fidels. Com van percebre els contemporanis, aquests fets demostraven, sobretot, la pèrdua de prestigi dels religiosos en la catòlica Espanya, tal com succeïa en els altres països”.

## Antecedents
L'abril de 1834 la regent Maria Cristina de Borbó-Dues Sicílies promulga l'Estatut Reial una espècie de carta atorgada amb la qual pretenia guanyar-se el suport dels liberals per a la causa de la seva filla, la futura Isabel II, que llavors tenia quatre anys, i els drets successoris de la qual no havien estat reconeguts pels carlins, els partidaris del germà del rei recentment mort Ferran VII d'Espanya, Carles Maria Isidre de Borbó, que no va acceptar la Pragmàtica Sanció de 1830 que abolia la Llei Sàlica que no permetia que les dones regnessin, per la qual cosa perdia els seus drets al tron a favor de la filla del seu germà. Després de la mort de Ferran VII, a la fi de setembre de 1833, el plet successori va derivar en una guerra civil, la primera guerra carlista, que aviat va esdevenir un conflicte polític i ideològic, entre els partidaris de mantenir l'Antic Règim, els absolutistes que en la seva majoria recolzaven don Carlos -els "carlins"-, i els defensors d'un canvi més o menys radical cap a un “nou règim”, que defensaven els drets al tron d'Isabel II, per la qual cosa eren anomenats “isabelins” o “cristins”, pel nom de la regent. Un dels suports dels "carlins" eren la major part dels membres dels ordes religiosos que, a més de compartir les idees absolutistes dels carlins sintetitzades en el seu trilema "Déu, Pàtria, Rei", temien que l'arribada al poder dels liberals posés fi a la seva existència. Com va assenyalar Julio Caro Baroja en el seu estudi pioner sobre l'anticlericalisme a Espanya: "Els visques a don Carlos anaven units a vives a la Inquisició, i les concentracions de vilatans esperonades per gent d'Església es donaven per onsevulla, sobretot a Catalunya, principal teatre d'operacions de les rebel·lions de 1827".

## Els fets

### L'epidèmia de còlera i l'“enverinament de les fonts”
Entre 1830 i 1835 una epidèmia de còlera, que s'havia originat a l'Índia cap a 1817, es va estendre per tot Europa. A Espanya va arribar el gener de 1833, i la primera població afectada fou Vigo on probablement l'havien portat vaixells anglesos. A la fi de 1833 s'havia estès per Andalusia i des d'aquest focus o des de Portugal havia passat a Castella portada per les tropes del general José Ramón Rodil y Campillo que havien anat a combatre els miguelistas portuguesos i als carlins. Al mateix temps s'estenia pels ports del Mediterrani disseminada per un navili militar procedent de França. Durant els dos anys que va durar l'epidèmia va causar més de cent mil morts a tot Espanya i mig milió de persones van emmalaltir. L'exèrcit de Rodil, procedent de la frontera de Portugal, va anar seguint el trajecte de l'epidèmia de còlera que tenia a Andalusia aïllada i que havia obligat a establir cèrcols sanitaris en La Manxa, però no per això se li va impedir l'entrada a Madrid, des d'on anava a dirigir-se al nord per rellevar a les tropes del general Vicente Genaro de Quesada que no aconseguien controlar als revoltats carlins.

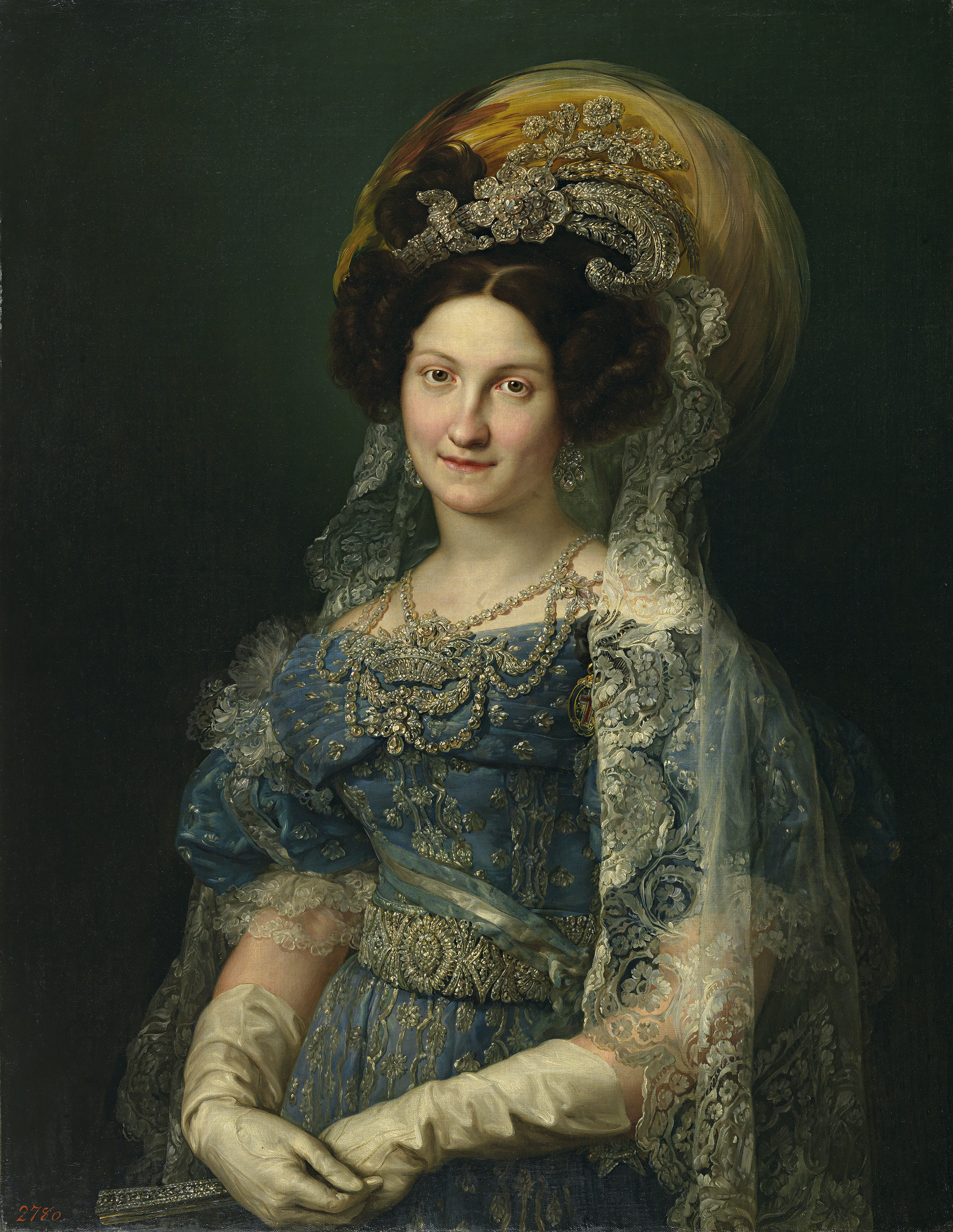
La regent Maria Cristina de Borbó-Dues Sicílies que se'n va anar al palau de la Granja a Segòvia quan es van donar els primers casos de còlera a Madrid

A Madrid els primers casos de còlera es van donar a la fi de juny de 1834 i encara que el govern de Francisco Martínez de la Rosa va negar la seva existència va abandonar ràpidament Madrid el 28 de juny, juntament amb la regent Maria Cristina de Borbó-Dues Sicílies i la família reial, per refugiar-se al Palau Reial de La Granja de San Ildefonso a Segòvia, la qual cosa va causar una gran indignació entre els habitants de la capital. A aquesta sensació de desempara es va sumar la calor de l'estiu, l'augment dels preus dels aliments i els rumors d'imminents atacs carlins, la qual cosa va augmentar el descontentament popular. El dia 15 de juliol arribava la notícia a Madrid que l'exèrcit de Rodil tampoc havia aconseguit contenir als carlins i que el pretendent Carles Maria Isidre de Borbó havia entrat a Espanya proclamant-ho en un manifest des d'Elizondo.
Just el dia en què van arribar a Madrid les males notícies sobre la marxa de la primera guerra carlista l'epidèmia va empitjorar, “morint els malalts a centenars, amb les circumstàncies horroroses companyes de tal cruel plaga”, segons relata Antonio Alcalá Galiano. Els principals afectats eren els habitants dels barris més empobrits on havien mort més de cinc-centes persones diàries des del dia 15. Al llarg d'aquest mes de juliol les víctimes per aquesta epidèmia van ser 3.564 persones i van baixar a 834 en el mes d'agost.
Llavors va començar a circular el rumor per Madrid que la causa de l'epidèmia era l'enverinament de les fonts públiques, ja que “a moltes persones el còlera es manifestava després de beure aigua”, segons relata un testimoni. La idea que l'enverinament de les aigües era la responsable de la malaltia es va donar també en altres llocs del món entre les classes populars urbanes convençudes que darrere d'això estaven les classes altes que volien reduir el nombre d'indigents. A Manila, en 1827, es va atribuir el suposat enverinament a súbdits anglesos i alguns van ser assassinats; a París, al març de 1831, es va culpar als frares i als legitimistes sent alguns d'ells perseguits, i en 1833 als taverners amb la complicitat de la policia, i alguns agents foren llançats al Sena. A Madrid, segons relata un testimoni, es va culpar primer a “alguns nois semicaptaires i algunes meuques que s'apropaven a les fonts, i d'aquest concepte va provenir la presó d'unes cigarreres, l'assassinat que es va cometre en la persona d'un mosso de l'ínfima classe a les 3 de la tarda del 17 en la Puerta del Sol, i la persecució d'altres nois a les fonts de Lavapiés, Relatores i altres”. Però aviat es va estendre el rumor que aquests “semicaptaires” i aquestes “meuques” estaven al servei dels frares que eren els autèntics culpables. També va córrer la notícia que s'havia disparat des dels convents contra les masses que es dirigien cap a ells, relacionant-ho amb el suport que els religiosos donaven als carlins
El rumor que «l'aigua de les fonts públiques havia estat enverinada pels frares», sobretot pels jesuïtes, es va veure reforçat pel fet que alguns d'ells en els dies anteriors havien definit l'epidèmia de còlera com «el càstig diví contra els descreguts habitants de la ciutat, mentre que la gent del camp quedava lliure per ser fidel i devota».

### L'assalt als convents

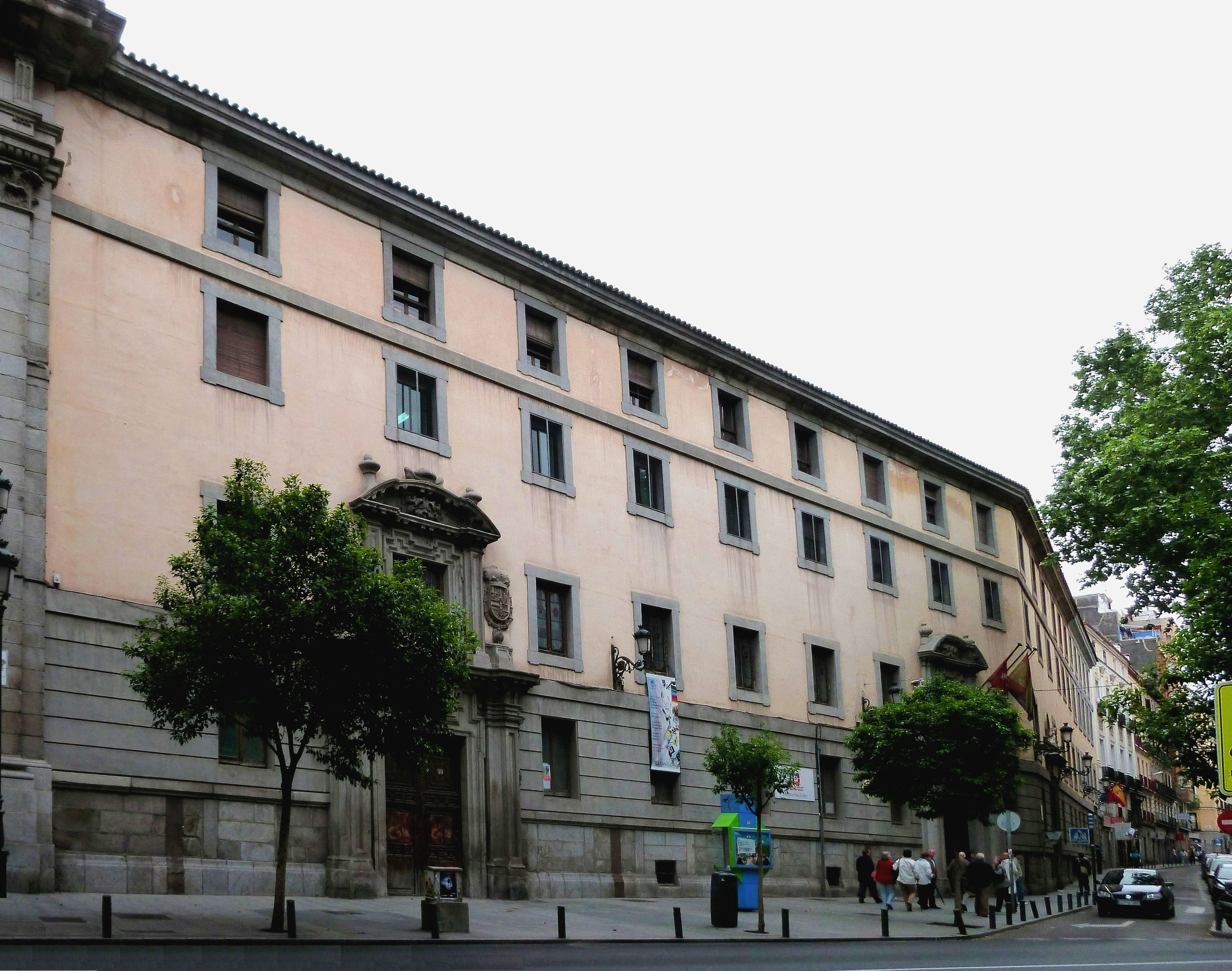
Colegio Imperial de San Isidro de Madrid (en l'actualitat Institut de San Isidro).

Tot va transcórrer a la zona més cèntrica de Madrid, entre la Puerta del Sol, la plaça de la Cebada, el convent de San Francisco el Grande i els carrers d'Atocha i Toledo. El primer fet violent es va produir a les 12 del migdia a la Puerta del Sol amb l'assassinat d'un jove ex reialista i cel·lador dels jesuïtes; el segon una hora després en la plaça de la Cebada on un conegut reialista és increpat i assassinat. A les quatre de la tarda un religiós franciscà és atacat al carrer de Toledo.
A aquestes primeres hores de la tarda ja s'havien format diversos grups integrats també per abundants milicians urbans i alguns membres de la guàrdia de corps que s'han congregat en la Plaça Mayor, en la Puerta del Sol i a la Plaça de la Cebada proferint crits contra els frares. Des d'allí aquests grups es van dirigir al Colegio Imperial de San Isidro regentat pels jesuïtes que va ser assaltat a les cinc de la tarda. “El pretext, corroborar la versió que des del dia anterior havia corregut sobre dos cigarreres de la propera fàbrica de tabacs, deien que sorpreses amb pólvores de verí per tirar en les fonts i que pagades pels jesuïtes. Dins del convent maten uns a cops de sable, capturaren uns altres i els linxaren als carrers laterals, despullant i crivellant amb escarni els cossos moribunds. La tropa arriba a la mitja hora només amb el capità general i superintendent de policia, Martínez de San Martín, expert a reprimir motins dels liberals exaltats durant el trienni constitucional a Madrid. Recrimina als jesuïtes l'enverinament i en busca proves, mentre segueixen matant frares a un pam de la seva presència”. En total catorze jesuïtes foren assassinats.

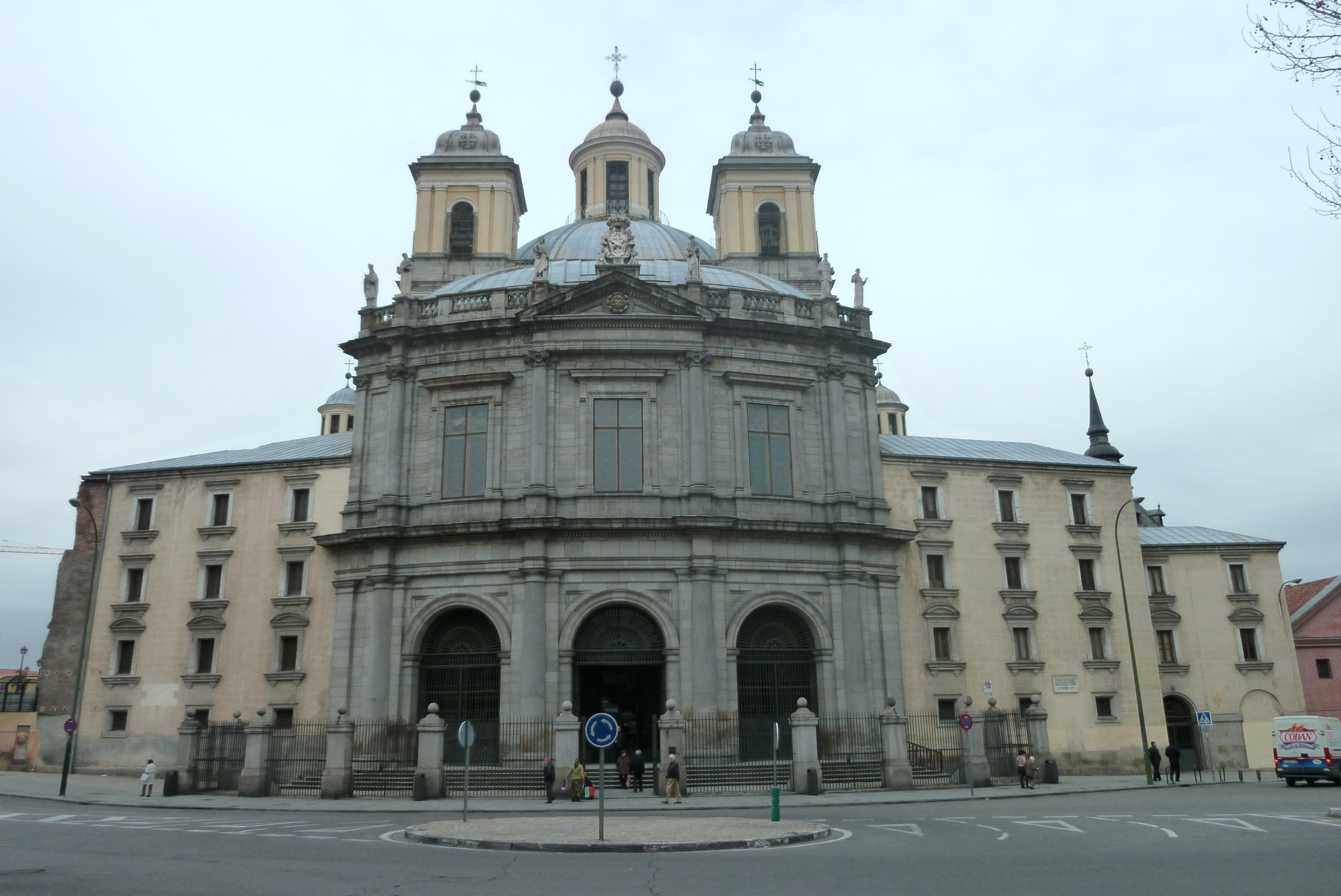
Basílica de San Francisco el Grande

El següent objectiu dels amotinats va ser el convent de San Tomás dels dominics al carrer d'Atocha on ja havien tingut temps de fugir part dels frares. Allí a més de matar a set frares en presència de la tropa, que no va fer res per impedir-ho, els amotinats realitzen actes burlescos vestint-se amb robes litúrgiques i formant una dansa sacrílega que van continuar pels carrers d'Atocha i Carretes. Cap a les nou de la nit va ser assaltat el convent de San Francisco el Grande on van ser assassinats quaranta-tres frares franciscans (o cinquanta, segons altres fonts) enmig d'escenes macabres, sense que els oficials del regiment de la Princesa que estava acantonat en les seves dependències donessin l'ordre d'intervenir als més de mil soldats que ho componien. A les onze de la nit va ser atacat el convent de San José dels mercedaris en l'actual plaça de Tirso de Molina, amb el resultat de nou o deu assassinats més.
Passada la mitjanit va haver-hi conats dispersos d'assalts a altres convents, però no va haver-hi més víctimes. “Van quedar, no obstant això, la resta dels frares sumits en el terror: alguns van optar per disfressar-se i refugiar-se en cases d'amics, els caputxins del Prado van optar per l'heroïcitat d'obrir les portes i esperar resant”.
Julio Caro Baroja va afirmar que "no menys de setanta-cinc van ser els religiosos assassinats a Madrid el 17 de juliol de 1834. A San Francisco el Grande, disset pares, quatre estudiants, deu llecs i deu donats; o sigui, quaranta-un franciscans. Al Colegio Imperial de San Isidro van morir disset jesuïtes: cinc preveres, nou mestres i tres germans. En el convent de Santo Tomás, sis dominics (cinc de missa i un llec). Finalment, en el de la Mercè, set mercedaris descalços, coneguts, i altres quatre els noms dels quals s'ignoraven en l'època".

### La resposta del govern

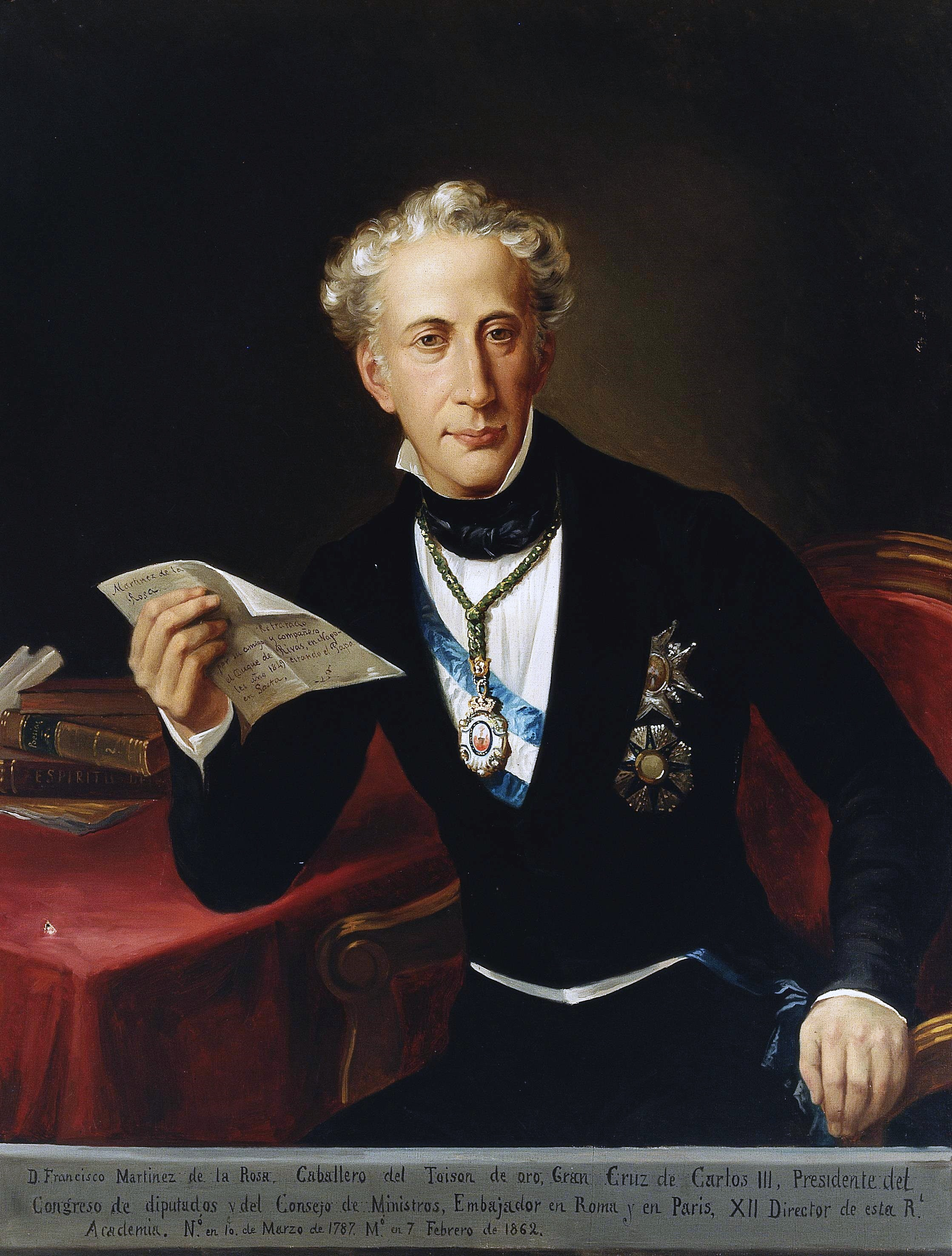
Francisco Martínez de la Rosa, president del consell de ministres quan van ocórrer els fets

En la matinada de l'endemà, 18 de juliol, es va declarar l'estat de setge i es va fer públic un ban: «Madrilenys: les autoritats vetllen per vosaltres, i el que conspiri contra les vostres persones, contra la salut o l'assossec públic, serà lliurat als tribunals i el castigaran les lleis». En la tarda d'aquest mateix dia es van produir nous intents d'assalts a convents que van ser evitats per la presència de les tropes, encara que van ser saquejades diverses dependències dels jesuïtes i el convent dels trinitaris.
El dia 19 de juliol, el govern de Francisco Martínez de la Rosa, davant l'ambigüitat i la notòria passivitat i fins i tot connivència amb el motí de les diferents autoritats –la militar i la municipal-, deté i empresona al capità general Martínez de San Martín, que comptava amb una tropa de nou mil homes per haver evitat els assalts i els assassinats, i obliga a dimitir al corregidor, el marquès de Falces, i al governador civil, el duc de Gor, com a màxims responsables de la milícia urbana, bona part dels membres de la qual havien tingut una participació molt activa en els fets. El nou governador civil, el comte Vallehermoso, va suspendre l'allistament de nous batallons i mesos després van ser expulsats quaranta milicians com a resultes de la seva actitud en els fets de juliol. “Els comandants de la milícia es van veure obligats davant el desprestigi d'aquesta institució a dirigir una exposició a la reina amb la finalitat de salvar el seu bon nom, en la qual demanaven la seva reforma per evitar l'entrada en el cos de persones indesitjables”.
Van ser sotmeses a judici 79 persones (54 civils, 14 milicians urbans i 11 soldats). Van resultar condemnades a mort dues persones –un ebenista i un músic militar- però pel delicte de robatori, no pel d'assassinat, i foren executades el 5 i el 18 d'agost. La resta van ser condemnats a penes diverses, de galeres i presidi, incloent dones, i alguns van ser absolts Per les dades recollides en els judicis se sap que la majoria dels qui van participar en el motí pertanyien als barris més populars de Madrid i entre ells es trobaven menestrals, empleats i dones, al costat de milicians urbans i soldats.
El 23 de juliol, la vespra de l'obertura de les Corts de l'Estatut Reial, la policia desarticulà un suposat complot per enderrocar al govern de Martínez de la Rosa i convocar unes Corts autènticament liberals, que està encapçalat per “emigrats tornats del desterrament i notabilitats de la situació”, segons l'informe de la policia. Van ser detinguts José de Palafox, Juan Romero Alpuente, Lorenzo Calvo de Rozas, Juan de Olavarría i Eugenio de Aviraneta. Aquesta conspiració va ser coneguda com la “Isabelina” pel nom de la suposada societat secreta que estava darrere cridada “Confederació de guardadores de la innocència o isabelins”. Els detinguts van ser jutjats però van ser absolts per falta de proves pel que el govern “va haver de deixar-los anar i va quedar en ridícul”.

## La interpretació dels fets
Els historiadors estan dividits quant a l'explicació dels esdeveniments, perquè mentre uns defensen que els assalts als convents i els assassinats de frares van ser el resultat d'un complot organitzat per les societats secretes o per la maçoneria, altres defensen l'espontaneïtat del moviment. Els defensors de la primera tesi, com Stanley G. Payne, afirmen que el rumor sobre els pous enverinats que va desencadenar el motí anticlerical hauria estat propagat per societats secretes radicals -encara que no necessàriament la maçoneria-. Per a Manuel Revuelta González, un altre defensor de la tesi conspirativa, la forma com es va desenvolupar el tumult prova que no es va tractar d'una casualitat espontània sinó que darrere hi havia un cap organitzador, les societats secretes, que van explicar per a l'execució del motí amb el suport de la milícia urbana, matons i donasses.

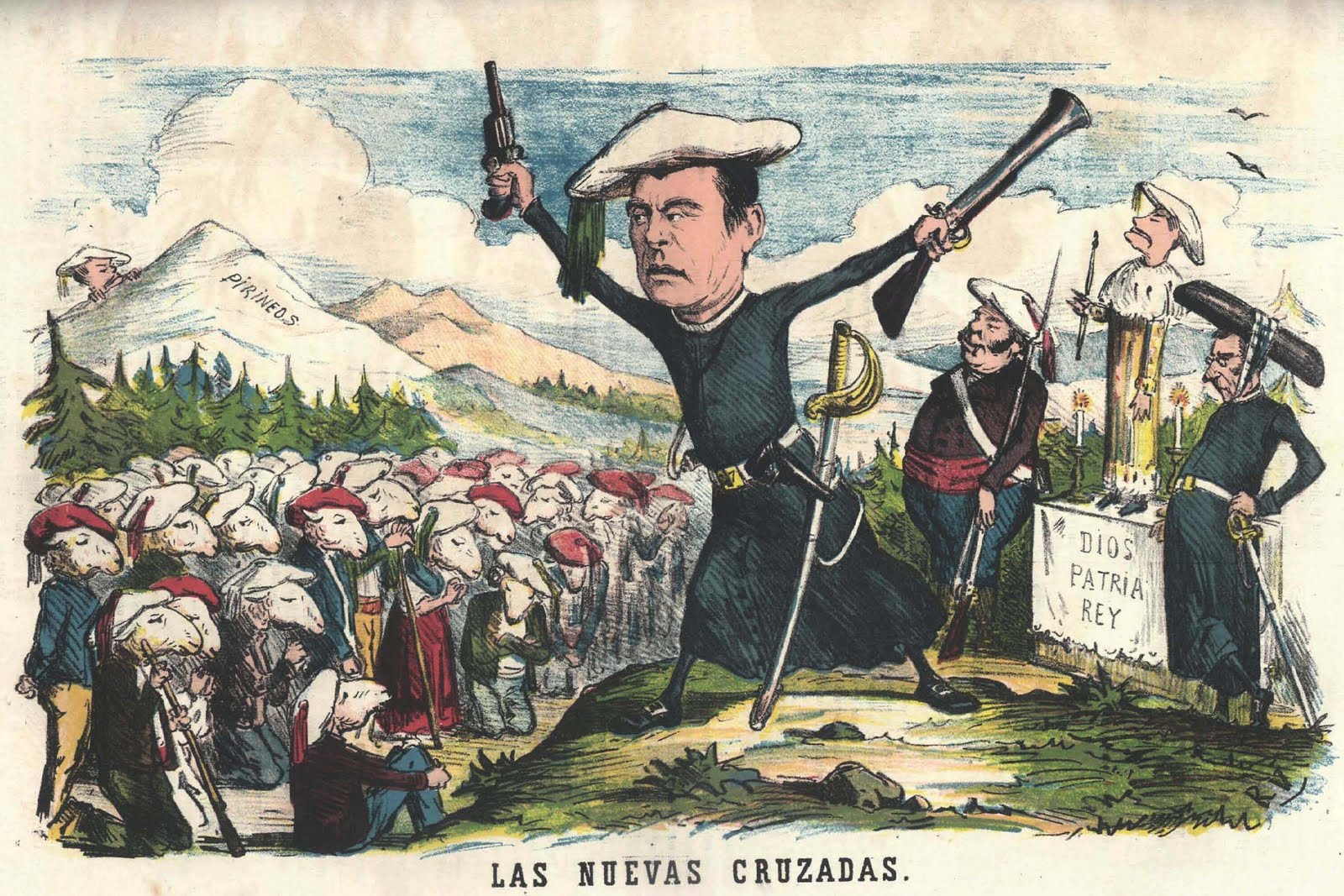
Caricatura sobre la relació del carlisme amb el clergat de la revista satírica La Flaca, de 1870, amb el trilema carlista «Déu, Pàtria i Rei».

Enfront d'ells, altres historiadors com Josep Fontana o Ana María García Rovira, han negat que existís un complot de juntes maçòniques o de les societats secretes, entre altres raons, perquè no hi ha cap prova que ho demostri. Josep Fontana diu: “no hi ha evidències que existís cap mena de conjuració després d'aquests esdeveniments, com no n'hi va haver després dels molts de caràcter similar que es van desenvolupar de Manila a Puebla de los Ángeles, passant per París”. Segons Josep Fontana, “per comprendre el succeït cal penetrar en l'arrel mateixa d'un anticlericalisme –dirigit gairebé exclusivament contra els ordes religiosos- que s'estava accentuant en aquests anys, en comprovar-se la identificació dels regulars amb el carlisme, la seva complicitat en l'armament de partides i fins i tot la participació directa de frares en assalts i emboscades en els quals, no s'oblidi aquest detall, els homes que morien del costat dels liberals procedien exclusivament de les classes populars: eren fills o germans d'aquestes mateixes gents en tot Espanya. Com diria Lamennais en 1835: Allà on el sacerdot s'alia amb el despotisme contra el poble quina destinació li espera?”. Una prova d'aquest anticlericalisme serien els nombrosos romanços que es van difondre dies després que tendien a culpabilitzar de tot als frares:
| « | (...) y como a pasos contados (sea dicho sin rodeos) dentro del mismo Madrid se iba el cólera extendiendo, no dudaron propalar que era castigo del cielo o la cólera divina lo que amenazaba al suelo, porque ya la religión y la fe se van perdiendo suspensa estando la entrada de frailes los conventos, suspensas las canongías, y el santo oficio suspenso, con otras mil suspensiones que llegarán a su tiempo... El vulgo, siempre indiscreto, siempre injusto, siempre atroz, y siempre ciego instrumento de cobardes asesinos hizo teatro sangriento de la venganza, el asilo del inocente indefenso. | » |

Julio Caro Baroja en la seva obra pionera sobre l'anticlericalisme a Espanya, publicada en 1980, va atribuir a la transformació que s'havia produït en les mentalitats col·lectives de certs sectors populars l'origen de la matança:
| « | En el procés de crear una mitologia liberal, amb els seus déus, semidéus i genis del mal, llançats molts a donar una interpretació hostil a totes les activitats de l'Església, va arribar un moment en què gran part del poble va atribuir a aquesta i als seus ministres el mateix gènere de consignes i d'actes malignes que els predicadors, els frares, etc., havien atribuït en una altra època als heretges i als jueus, i més modernament als maçons i als membres de les diferents societats secretes. El poble, doncs, va dur a terme una típica "projecció", atribuint als enemics polítics no només intencions veritables, sinó altres imaginades, fabuloses i ajustades a un procediment que ens és conegut, pel repetit en circumstàncies diferents, al llarg de la Història. | » |

Una posició intermèdia és la que manté Juan Sisinio Pérez Garzón que afirma "que no és incompatible l'existència d'una trama organitzativa per destruir el poder eclesiàstic i derrocar el govern, amb què aquesta se superposi i aprofiti una conjuntura d'exasperació popular -pel còlera- per sembrar el terror entre els frares i servir-se d'una tàctica de pànic per justificar l'assalt a les possessions clericals”. Segons aquest historiador la forma com va donar la notícia del motí el diari liberal El Eco del Comercio constituiria un indici que qui va poder estar darrere dels fets quan transformava a les víctimes en “enemics de la pàtria”, el linxament dels religiosos es reduïa al concepte d'“algunes desgràcies” i afirmava que en els assalts “es diu haver-se descobert algunes proves que donaven fonament a les veus que han corregut en els dies anteriors sobre el seu pla per a l'enverinament de les aigües. Tot pot creure's de la perversitat dels enemics de la pàtria, i sempre hem previst que ells s'aprofitarien dels moments actuals per augmentar el conflicte en què estem...”
Una posició similar és la que manté Antonio Moliner Prada quan reconeix “que els liberals radicals estaven interessats a accelerar el procés de la Revolució i els interessava la desestabilització política i els atacs directes a l'església”, però a continuació assenyala que el “odi secular acumulat contra el clergat es va manifestar amb tota la seva cruesa aquests dies i va servir de precedent als motins anticlericals que es van repetir durant l'estiu de 1835 en algunes ciutats. Tal com va assenyalar J. de Burgos, la matança de frares va provocar espant entre la classe mitjana acomodada i la burgesia: (...) «es va commoure la policia i es van consternar les classes acomodades i naturalment pacífiques del veïnat de la capital». La participació del poble en els esdeveniments de 1835 faria veure clar als liberals progressistes el que havien pressentit ja el 1834, la necessitat d'establir una estratègia que evités la radicalització del procés de la Revolució i pogués posar en dubte el nou ordre burgès que s'intentava consolidar”.